# Gran Premio del Giappone 1990
Il Gran Premio del Giappone 1990 è stata la quindicesima prova della stagione 1990 del campionato mondiale di Formula 1. La gara si è corsa domenica 21 ottobre sul circuito di Suzuka ed è stata vinta dal brasiliano Nelson Piquet su Benetton-Ford, al ventunesimo successo in carriera; Piquet ha preceduto all'arrivo il suo compagno di squadra, il connazionale Roberto Moreno, e il giapponese Aguri Suzuki su Larrousse-Lamborghini.
Grazie ai risultati ottenuti, Ayrton Senna si aggiudica per la seconda volta in carriera il mondiale piloti, mentre la McLaren si aggiudica per l'ottava volta e per la terza consecutiva il mondiale costruttori.

## Prima della gara
- EuroBrun e Life si ritirano dal Campionato, rinunciando alle costose trasferte in Giappone e in Australia, annullando di fatto la disputa delle pre-qualifiche.
- La Lotus sostituisce Martin Donnelly, gravemente ferito dopo uno spaventoso incidente occorsogli al Gran Premio precedente, con Johnny Herbert.
- Alessandro Nannini si ferisce gravemente in un incidente in elicottero, nel quale subisce l'amputazione dell'avambraccio destro (che sarà successivamente riattaccato con un intervento chirurgico). La Benetton sostituisce lo sfortunato pilota senese con il brasiliano Roberto Moreno, lasciato libero dalla EuroBrun.
- Nigel Mansell annuncia di essersi accordato con la Williams per le stagioni 1991 e 1992.
- La Brabham annuncia che nel 1991 passerà ai motori Yamaha.
- Dopo un Gran Premio di assenza Alex Caffi torna alla guida della Arrows; la scuderia inglese conferma i propri piloti anche per il 1991, annunciando poi di aver firmato un accordo con la Porsche per la fornitura, nel 1991, di un nuovo motore V12.
- Gianni Morbidelli sostituisce Paolo Barilla alla Minardi.
- Sabato ai box McLaren Sōichirō Honda, fondatore della Honda Motor, incontra Ayrton Senna[2]

## Qualifiche
Senna conquista la pole position davanti al rivale per il Campionato Prost, che è obbligato a vincere la gara se vuole mantenere aperta la lotta per il titolo piloti. Senna è però scontento della posizione riservata al poleman, posta sul lato sporco della pista, e chiede ai commissari di gara di spostarla; la sua richiesta viene però rifiutata in quanto in Giappone la prima posizione in griglia è sempre posta all'interno (quindi sullo "sporco"), come dimostrano tutti i gran premi precedenti, motivo per cui la protesta di Senna viene considerata come strumentale e rigettata.

### Classifica
| Pos                     | No | Pilota             | Costruttore             | Tempo    | Distacco |
| ----------------------- | -- | ------------------ | ----------------------- | -------- | -------- |
| 1                       | 27 | Ayrton Senna       | McLaren - Honda         | 1:36.996 |          |
| 2                       | 1  | Alain Prost        | Ferrari                 | 1:37.228 | +0.232   |
| 3                       | 2  | Nigel Mansell      | Ferrari                 | 1:37.719 | +0.723   |
| 4                       | 28 | Gerhard Berger     | McLaren - Honda         | 1:38.118 | +1.122   |
| 5                       | 5  | Thierry Boutsen    | Williams - Renault      | 1:39.324 | +2.328   |
| 6                       | 20 | Nelson Piquet      | Benetton - Ford         | 1:40.049 | +3.053   |
| 7                       | 4  | Jean Alesi         | Tyrrell - Ford          | 1:40.052 | +3.056   |
| 8                       | 6  | Riccardo Patrese   | Williams - Renault      | 1:40.355 | +3.359   |
| 9                       | 19 | Roberto Moreno     | Benetton - Ford         | 1:40.579 | +3.583   |
| 10                      | 30 | Aguri Suzuki       | Larrousse - Lamborghini | 1:40.888 | +3.892   |
| 11                      | 23 | Pierluigi Martini  | Minardi - Ford          | 1:40.899 | +3.903   |
| 12                      | 11 | Derek Warwick      | Lotus - Lamborghini     | 1:41.024 | +4.028   |
| 13                      | 16 | Ivan Capelli       | Leyton House - Judd     | 1:41.033 | +4.037   |
| 14                      | 3  | Satoru Nakajima    | Tyrrell - Ford          | 1:41.078 | +4.082   |
| 15                      | 12 | Johnny Herbert     | Lotus - Lamborghini     | 1:41.588 | +4.592   |
| 16                      | 15 | Maurício Gugelmin  | Leyton House - Judd     | 1:41.698 | +4.602   |
| 17                      | 29 | Éric Bernard       | Larrousse - Lamborghini | 1:41.709 | +4.713   |
| 18                      | 25 | Nicola Larini      | Ligier - Ford           | 1:42.339 | +5.343   |
| 19                      | 21 | Emanuele Pirro     | Scuderia Italia - Ford  | 1:42.361 | +5.365   |
| 20                      | 24 | Gianni Morbidelli  | Minardi - Ford          | 1:42.364 | +5.368   |
| 21                      | 26 | Philippe Alliot    | Ligier - Ford           | 1:42.593 | +5.597   |
| 22                      | 8  | Stefano Modena     | Brabham - Judd          | 1:42.617 | +5.621   |
| 23                      | 7  | David Brabham      | Brabham - Judd          | 1:43.156 | +6.160   |
| 24                      | 10 | Alex Caffi         | Arrows - Ford           | 1:43.270 | +6.274   |
| 25                      | 9  | Michele Alboreto   | Arrows - Ford           | 1:43.304 | +6.308   |
| 26                      | 22 | Andrea De Cesaris  | Scuderia Italia - Ford  | 1:43.601 | +6.605   |
| Vetture non qualificate |    |                    |                         |          |          |
| NQ                      | 14 | Olivier Grouillard | Osella - Ford           | 1:43.782 | +6.786   |
| NQ                      | 17 | Gabriele Tarquini  | AGS - Ford              | 1:44.281 | +7.285   |
| NQ                      | 18 | Yannick Dalmas     | AGS - Ford              | 1:44.410 | +7.414   |
| NQ                      | 31 | Bertrand Gachot    | Coloni - Ford           | 1:45.393 | +8.397   |

## Gara
Come previsto da Senna, Prost parte bene dal lato pulito della pista, superando il brasiliano. Arrivato alla prima curva, Senna mantiene la traiettoria interna, incurante della presenza del francese; i due finiscono per toccarsi, con la McLaren che tampona la Ferrari, spedendola nella via di fuga. La manovra di Senna desterà grandissime polemiche, riaccendendo la rivalità tra il brasiliano e Prost, ma la FIA, contrariamente a quanto fatto l'anno precedente, non sanzionerà nessuno dei due piloti, considerando l'accaduto come un incidente di gara. Il ritiro di Prost dà a Senna la certezza matematica della conquista del titolo iridato; la McLaren, nonostante il ritiro di entrambi i piloti, conquista il Campionato Costruttori con una gara di anticipo.
Circa un anno dopo, Senna ammetterà pubblicamente di aver deliberatamente voluto tamponare Prost al fine di vendicarsi dei fatti avvenuti, sempre in Giappone, un anno prima.
La gara vede invece la prima vittoria di Nelson Piquet dal Gran Premio d'Italia 1987 e la prima doppietta della Benetton; il brasiliano approfitta dei ritiri di Berger e Mansell per tagliare il traguardo in prima posizione davanti al connazionale Moreno e ad Aguri Suzuki.

### Classifica
| Pos | No | Pilota             | Costruttore             | Laps | Tempo/Ritirato         | Partenza | Punti |
| --- | -- | ------------------ | ----------------------- | ---- | ---------------------- | -------- | ----- |
| 1   | 20 | Nelson Piquet      | Benetton - Ford         | 53   | 1:34:36.824            | 6        | 9     |
| 2   | 19 | Roberto Moreno     | Benetton - Ford         | 53   | +7.223                 | 8        | 6     |
| 3   | 30 | Aguri Suzuki       | Larrousse - Lamborghini | 53   | +22.469                | 9        | 4     |
| 4   | 6  | Riccardo Patrese   | Williams - Renault      | 53   | +36.258                | 7        | 3     |
| 5   | 5  | Thierry Boutsen    | Williams - Renault      | 53   | +46.884                | 5        | 2     |
| 6   | 3  | Satoru Nakajima    | Tyrrell - Ford          | 53   | +1:12.350              | 14       | 1     |
| 7   | 25 | Nicola Larini      | Ligier - Ford           | 52   | +1 giro                | 17       |       |
| 8   | 23 | Pierluigi Martini  | Minardi - Ford          | 52   | +1 giro                | 10       |       |
| 9   | 10 | Alex Caffi         | Arrows - Ford           | 52   | +1 giro                | 23       |       |
| 10  | 26 | Philippe Alliot    | Ligier - Ford           | 52   | +1 giro                | 25       |       |
| Rit | 11 | Derek Warwick      | Lotus - Lamborghini     | 38   | Cambio                 | 11       |       |
| Rit | 12 | Johnny Herbert     | Lotus - Lamborghini     | 31   | Motore                 | 12       |       |
| Rit | 9  | Michele Alboreto   | Arrows - Ford           | 28   | Motore                 | 24       |       |
| Rit | 2  | Nigel Mansell      | Ferrari                 | 26   | Trasmissione           | 3        |       |
| Rit | 21 | Emanuele Pirro     | Scuderia Italia - Ford  | 24   | Alternatore            | 19       |       |
| Rit | 29 | Éric Bernard       | Larrousse - Lamborghini | 24   | Motore                 | 18       |       |
| Rit | 24 | Gianni Morbidelli  | Minardi - Ford          | 18   | Testacoda              | 20       |       |
| Rit | 16 | Ivan Capelli       | Leyton House - Judd     | 16   | Accensione             | 13       |       |
| Rit | 22 | Andrea De Cesaris  | Scuderia Italia - Ford  | 13   | Testacoda              | 26       |       |
| Rit | 15 | Maurício Gugelmin  | Leyton House-Judd       | 5    | Motore                 | 16       |       |
| Rit | 7  | David Brabham      | Brabham - Judd          | 5    | Frizione               | 21       |       |
| Rit | 28 | Gerhard Berger     | McLaren-Honda           | 1    | Testacoda              | 4        |       |
| Rit | 27 | Ayrton Senna       | McLaren - Honda         | 0    | Collisione con A.Prost | 1        |       |
| Rit | 1  | Alain Prost        | Ferrari                 | 0    | Collisione con A.Senna | 2        |       |
| Rit | 8  | Stefano Modena     | Brabham - Judd          | 0    | Collisione             | 22       |       |
| NP  | 4  | Jean Alesi         | Tyrrell - Ford          |      |                        | 7        |       |
| NQ  | 14 | Olivier Grouillard | Osella - Ford           |      |                        |          |       |
| NQ  | 17 | Gabriele Tarquini  | AGS - Ford              |      |                        |          |       |
| NQ  | 18 | Yannick Dalmas     | AGS - Ford              |      |                        |          |       |
| NQ  | 31 | Bertrand Gachot    | Coloni - Ford           |      |                        |          |       |

## Classifiche

### Piloti
| Pos. | Pilota             | Punti |
| ---- | ------------------ | ----- |
| 1    | Ayrton Senna       | 78    |
| 2    | Alain Prost        | 69    |
| 3    | Gerhard Berger     | 40    |
| 4    | Nelson Piquet      | 35    |
| 5    | Thierry Boutsen    | 32    |
| 6    | Nigel Mansell      | 31    |
| 7    | Riccardo Patrese   | 22    |
| 8    | Alessandro Nannini | 21    |
| 9    | Jean Alesi         | 13    |
| 10   | Ivan Capelli       | 6     |
| 10   | Roberto Moreno     | 6     |
| 10   | Aguri Suzuki       | 6     |
| 13   | Éric Bernard       | 5     |
| 14   | Derek Warwick      | 3     |
| 14   | Satoru Nakajima    | 3     |
| 16   | Stefano Modena     | 2     |
| 16   | Alex Caffi         | 2     |
| 18   | Maurício Gugelmin  | 1     |

### Costruttori
| Pos. | Team                  | Punti |
| ---- | --------------------- | ----- |
| 1    | McLaren-Honda         | 118   |
| 2    | Ferrari               | 100   |
| 3    | Benetton-Ford         | 62    |
| 4    | Williams-Renault      | 54    |
| 5    | Tyrrell-Ford          | 16    |
| 6    | Larrousse-Lamborghini | 11    |
| 7    | Leyton House-Judd     | 7     |
| 8    | Lotus-Lamborghini     | 3     |
| 9    | Brabham-Judd          | 2     |
| 9    | Arrows-Ford           | 2     |

## Statistiche
- Piloti al comando: Gerhard Berger 1 giro (1); Nigel Mansell 25 giri (2-26); Nelson Piquet 27 giri (27-53)
- Prima storica doppietta per la Benetton
- Unico arrivo a podio per Roberto Moreno
- Unico arrivo a podio per Aguri Suzuki
- Unico arrivo a podio per la Larrousse nella sua storia.